# Grote Geesterse Molen
De Grote Geesterse Molen is een korenmolen in Geesteren in de Nederlandse provincie Overijssel.
De molen werd in 1867 gebouwd op een plek waar in 1820 reeds een standerdmolen was gebouwd. Tussen 1901 en 1995 was de molen eigendom van de familie Kienhuis die de molen steeds in een redelijke staat van onderhoud heeft gehouden. In 1995 werd de molen eigendom van de Stichting Grote Geesterse Molen en in 1996 en 1997 werd de molen gerestaureerd. Ook in 2018 en 2021 zijn grote restauraties uitgevoerd.
De roeden van de molen, met een lengte van bijna 21 meter, zijn voorzien van het oudhollands hekwerk met zeilen en worden geregeld door vrijwillige molenaars in bedrijf gezet. De molen heeft een koppel maalstenen. Ook wordt er instructie aan nieuwe vrijwillige molenaars gegeven.